# Frank Fay
Frank Fay (San Francisco, Californië, 17 november 1891 - Santa Monica, Californië,  25 september 1961) was een Amerikaans komiek en filmacteur.
Fay werd geboren als Francis Anthony Donner, maar hij nam de professionele naam Frank Fay aan omdat deze geschikter was voor zijn carrière op het toneel.
Rond 1918 had Frank Fay veel succes als variétéartiest, waarbij hij grappen en komische verhalen vertelde op een losse manier die erg origineel was in die tijd. Gedurende de jaren '20 van de twintigste eeuw was Fay vaudeville's best betaalde artiest, met een inkomen van 17.500 dollar per week.
Toen de geluidsfilm zijn intrede deed legde Warner Bros. Pictures de populairste toneelpersoonlijkheden van dat moment vast, waaronder Frank Fay. Op deze manier begon Fay aan zijn acteercarrière.
Frank Fay heeft twee sterren op de Hollywood Walk of Fame.

## Gedeeltelijke filmografie
- The Show of Shows (1929)
- Under a Texas Moon (1930)
- Bright Lights (1930)
- The Matrimonial Bed (1930)
- God's Gift to Women (1931)
- Stout Hearts and Willing Hands (1931)
- A Fool's Advice (1932)
- The Stolen Jools (1931)
- Nothing Sacred (1937)
- They Knew What They Wanted (1940)

- Gemeinsame Normdatei: 1170093647
- Library of Congress Control Number: no89010466
- Virtual International Authority File: 121148449634615690416